# 89 FM A Rádio Rock
89 FM A Rádio Rock é uma emissora de rádio brasileira, outorgada em São Paulo e com sede na cidade de São Paulo, que opera em rádio FM na frequência 89,1 MHz para os ouvintes da Região Metropolitana de São Paulo. A estação é originalmente uma concessão do município de São Paulo e possui sede na Avenida Paulista. É uma rádio controlada pelo Grupo Camargo de Comunicação (GC2).
Iniciou suas atividades em 1985, como uma programação voltada ao rock. Em meados de 2006, mudou sua programação para o pop, mas voltou a ser uma rádio especializada em rock ao final de 2012.

## História

### 1985–2006: Primeira fase da Rádio Rock e rede de rádio
A 89 FM entrou no ar pela primeira vez em 2 de dezembro de 1985. Antes, a frequência era ocupada pela Pool FM, emissora da mesma empresa de roupas Pool que ao contrário da 89, era voltado ao música disco e funk. Sua principal concorrente era a FM 97 Rock de Santo André.
Diferente das outras rádios de segmento jovem, a 89 seguia um estilo principalmente voltado ao Rock comercial na qual foi pioneira, tornando-se uma referência no estilo. No entanto, a rádio também diferia das rádios de rock originais - como Fluminense FM e 97 Rock - por preferir adotar uma linguagem mais próxima das rádios pop, além de um repertório limitado aos "sucessos", dentro da linha das FMs de hit-parade.
Até 1987, a 89 FM ainda se aproximava de um perfil mais alternativo, cujas primeiras transmissões foram narradas pela ex-locutora da Fluminense, Selma Boiron. A rádio, nessa época, lembrava um misto da programação de rock alternativo, tecnopop e new romantic da carioca Estácio FM com pitadas do rock clássico da 97 Rock e divulgação de rock independente.
Pela emissora, passaram nomes como a locutora Eliana Chuffi (atualmente na Rádio Mix FM), Daniel Daibem, Morcegao, Sarah Oliveira, Jairo Bouer, Edgard Piccoli, Paulo Bonfá, Marco Bianchi, Fabio Massari, Zé Luis, Luka, Tatola Godas, Sandro Anderson, Roberto Hais, Marcelo Salsicha, Luiz Augusto Alper, Marcelo Cézar Faggundes, PH Dragani e o vocalista da banda punk Ratos de Porão João Gordo.
Nessa fase, foram ao ar os programas que fizeram história na emissora como o humor irreverente de Os Sobrinhos do Ataíde, Comando Metal voltado aos fãs de heavy metal, Arquivo do Rock, voltado ao Classic Rock apresentado pelo Morcegão e lider na audiência do dial por 10 anos, e o bem-humorado Do Balacobaco. Outro destaque era o programa A Hora dos perdidos, comandado pela locutora Luka, onde ela atendia os pedidos dos ouvintes. Além de Sorocaba e Campinas, a rádio também tinha retransmissoras em Santos, Rio de Janeiro, Vitória, Goiânia e nos últimos anos como rádio rock teve uma filial em Fortaleza (que não durou muito tempo pois a rádio mudaria de formato e não houve interesse em continuar em Fortaleza) formando a Rede Rádio Rock, onde a programação da Rádio Rock era transmitida em rede com as afiliadas nas madrugadas da emissora além da cobertura de grandes eventos como o Rock in Rio Lisboa, por exemplo.
No começo de 2002, o dono da rádio denunciou a concorrente Kiss FM, que foi retirada do ar, sob a alegação de que operava irregularmente na cidade de São Paulo. Dias depois, com uma liminar, a emissora foi reaberta. As duas rivais trocariam acusações sobre funcionamento ilegal.
Até o começo de 2010, apenas a 103 FM de Sorocaba e a 89 FM de Campinas continuavam como retransmissoras da rádio. Da antiga rede, a última remanescente era a 98 A Rádio Rock de Santos, que encerrou as atividades em 11 de novembro de 2011, dando lugar à nova retransmissora da Mix FM. Posteriormente a Rádio Rock retornou ao dial santista através da frequência 102,1 tornando-se 102 A Rádio Rock.

#### Declínio da Rádio Rock
A frequente perda de audiência para as outras rádios de segmento jovem de São Paulo fez a 89 A Rádio Rock mudar seus rumos. Em 2006, contrata para a direção artística da emissora Waguinho Rocha, que já havia dirigido outras rádios paulistas como a Metropolitana e Rádio Cidade, que virou depois Rádio Sucesso.
A mudança de direção culminou na demissão de alguns dos locutores tradicionais da rádio como Zé Luís, Roberto Hais, Luka e Eric Santos. Outros locutores de longa data da emissora, como Cadu, Sandro Anderson e PH, foram mantidos.
Em julho do mesmo ano, a emissora muda de nome (para 89 FM) e de segmento, como parte dos planos de reformulação, passando a ter um formato mais Pop, incluindo em sua programação os sucessos da black music e dance music, os gêneros musicais mais tocados nas rádios jovem.
A mudança repentina de estilo pegou de surpresa os ouvintes do antigo segmento, que acusaram a 89 de ter se vendido e na época gerou discussões e protestos.

### 2006–2012: Fase pop
Além da mudança de nome e de estilo, a 89 também mudou de logomarca e novos programas entraram no ar com um formato mais interativo, criando canais de participação dos ouvintes pela internet, pelo telefone e ao vivo.
A rádio também deixou o seu antigo e famoso endereço na Praça Oswaldo Cruz (início da Avenida Paulista) para iniciar suas operações na avenida mais importante da capital paulista.
A mudança deu resultado na audiência, fazendo com que a rádio ocupasse o 10º lugar no IBOPE em São Paulo. No segmento jovem, a emissora estava atrás apenas da Mix FM, e a frente de Metropolitana FM, Jovem Pan FM, Energia 97, Rádio Disney Brasil e Transamérica Pop.
Em 2007, a 89 FM inaugurou sua nova programação e iniciou uma nova companha voltada ao conceito "Primeiro na 89". A emissora investiu cerca de R$ 1 milhão em ações promocionais e publicitárias, incluindo as vinhetas cantadas "primeiro na 89" produzidas nos estúdios da produtora Reel World (sediada em Seattle nos Estados Unidos), e anúncios em diversas mídias. A ideia era destacar que "tudo que é novo acontece primeiro na 89" com o objetivo de alcançar a liderança no público jovem, além de difundir o novo conceito que subverteu tudo o que já foi feito em termos de comunicação para uma emissora de rádio. Com isso a programação passou a contar com programas de tecnologia como o Plugado 89, de interatividade como o I Play 89 e muitos outros.
Em Sorocaba, a reforma fez com que a rádio se tornasse uma das primeiras colocadas no ranking de audiência, ultrapassando rádios tradicionais como Rádio Vanguarda, Jovem Pan FM e Cacique. A 103 FM seguia as mesmas características de programação da sua matriz em São Paulo, mas com alguns programas próprios.
Porém, no dia 2 de julho de 2009 a rádio 103 FM de Sorocaba deixou de transmitir sua programação, já que a emissora foi arrendada para a Igreja Pentecostal Deus É Amor, mesmo estando em primeiro lugar nas pesquisas de audiência e dando ótimo retorno aos seus anunciantes.
No dia 7 de junho de 2009 o locutor Sandro Anderson sofre um infarto enquanto pilotava sua moto no ABC paulista e acaba falecendo.
Seguindo a linha de estratégias para alcançar a liderança no público jovem, a emissora inova mais uma vez e lança a campanha "Eu sigo a 89", encerrando as primeiras ações que marcaram a fase "pós-rock" com o slogan Primeiro na 89. Foram desenvolvidas diversas mídias e inclusive uma promoção que premiou um ouvinte com um carro 0 km. Toda a plástica e as vinhetas da emissora foram modificadas para apresentar o novo conceito, baseado no sucesso das redes sociais (twitter).
Em 11 de janeiro de 2010, 7 meses após o fim da 103 FM, foi a vez da 89 FM de Campinas encerrar suas atividades. A frequência foi ocupada pela rádio Nativa FM, voltada ao público popular e pertencente ao Grupo Bandeirantes.
No dia 27 de fevereiro de 2010 a 89 FM sofre uma baixa em seu time de locutores. PH Dragani, que atuava no horário da manhã, saiu da 89 FM para atuar apenas como repórter esportivo da Rádio Bandeirantes, função que já exercia paralelamente à 89.
Em 9 de março de 2010 a baixa sofrida pela saída de PH Dragani foi superada com a chegada de um novo locutor na 89 FM - Alex Gonçalves saiu da Jovem Pan 2 para fazer parte da equipe.

#### Parceria com a Nestlé
Em fevereiro de 2011 a 89 fecha acordo com linha de bebidas Fast da Nestlé. A partir daí, a marca Fast esteve presente no nome da emissora e de todos os programas da grade.
A ideia era tornar a rádio mais interativa e para tanto foram desenvolvidos diversos canais de comunicação com o ouvinte como SMS, site, e-mail e redes sociais. Esses foram alguns dos canais onde eram atendidos os pedidos musicais.
A estreia da programação ocorreu em 27 de fevereiro de 2011 e contou com um evento realizado no Parque do Ibirapuera, zona sul de São Paulo. Uma novidade foi a volta da locutora Luka, que trabalhou durante anos na antiga Rádio Rock, sob o comando do programa Playfast.
A mudança de nome acabou causando uma leve perda de audiência ao longo do ano de 2011, mas foi recuperada em novembro, no qual garantiu o segundo lugar entre as rádios jovens. Em resposta a este fato, a maioria das chamadas passou a utilizar: 89, a Rádio Fast, no intuito de não perder a identidade com o público.
Além das mudanças importantes como atrações, premiações, comercialização, entre outros itens do planejamento, a 89 FM entrou para a lista de rádios que carregavam “patrocínios” em suas marcas (as chamadas rádios "customizadas"), como a Rádio SulAmérica Trânsito, além da histórica Pool FM. Uma tendência observada é que as rádios customizadas vêm perdendo o seu espaço no dial de São Paulo: a Oi FM e a Mitsubishi FM acabaram encerrando atividades, o que dá a falsa impressão que este tipo de projeto não tem atendido as expectativas dos empreendedores.
Em abril de 2012 foi noticiado pelo portal Tudo Rádio que o contrato entre 89 FM e Nestlé não seria renovado. O acordo tinha duração de 15 meses. Como a mudança no perfil artístico da 89 como rádio Fast não foi tão significativa já era de se esperar que esta seria uma fase momentânea da emissora. A marca Fast deixou o nome da 89 em junho e a rádio retomou a marca anterior, sem alterações bruscas na programação.

### 2012–presente: Fim da fase pop e retorno da Rádio Rock
Em 28 de setembro de 2012 os principais veículos especializados no meio radiofônico noticiam o encerramento das atividades da emissora que deveria dar lugar a uma programação religiosa. A notícia surgiu após a rádio alcançar o melhor resultado dos últimos anos nas medições realizadas pelo instituto IBOPE, estando cada vez mais próxima da líder Mix FM, com uma média de 104 mil ouvintes por minuto, informação que se confirmou com demissões de funcionários, retirada de programas da grade e diminuição de ações promocionais.
A Rádio Rock surpreendeu o mercado de rádio da capital paulista ao voltar ao dial, sem prévio aviso, no dia 27 de outubro de 2012. Inicialmente, esta ação tinha como objetivo divulgar o novo projeto do Grupo Camargo que pretendia retomar as atividades da emissora exclusivamente como web rádio. Em meio às notícias vinculadas por sites especializados em rádio apontando o fim definitivo da 89 FM na fase pop para dar lugar a uma programação evangélica, uma transmissão especial foi ao ar a partir das 10h00 do dia 27 de outubro (continuando das 19h00 até às 21h00 e nos mesmos horários no dia seguinte) com o locutor Tatola anunciando o retorno da rádio. O sucesso dessa ação foi tanto que a direção da emissora decidiu repetir o Especial que voltou ao ar no dia 4 de novembro às 12h00 com seis horas de duração, sob o comando da locutora Luka. A programação pode ser acompanhada 24 horas por dia através do site www.radiorock.com.br e pela página oficial da rádio no Facebook, que atingiu mais de 50 mil "likes" em apenas uma semana. Após o término das negociações entre a cúpula da 89 FM e o grupo religioso que pretendia assumi-la, em 5 de novembro de 2012 é confirmado oficialmente o retorno da 89 FM a Rádio Rock à frequência 89.1 MHz de São Paulo, após seis anos fora do ar. A reestreia da emissora ocorreria no dia 21 de dezembro de 2012.
No dia 2 de dezembro, a Rádio Rock entrou no ar para comemorar os 27 anos de sua primeira transmissão com uma programação especial que contou com a presença dos locutores Tatola, Luka, Thiago, Sandrinha, PH Dragani e a estreia de Andreas Kisser, que com seu filho Yohan Kisser apresentou seu novo programa Pegadas de Andreas Kisser.
Em 13 de dezembro, Waguinho, o diretor artístico da 89 FM, deixa a emissora entregando-a na vice liderança do segmento jovem/pop. Ele foi responsável por toda a reformulação e atuava no comando da 89 desde o fim da Rádio Rock em 2006. Wagner Rocha implantou um novo conceito de rádio na 89 FM, o que pode ter sido decisivo para que a emissora permanecesse boa parte do tempo na segunda colocação e à frente de rádios tradicionais como Metropolitana e Jovem Pan. Waguinho marcou a fase pop da 89 por ter sido a voz-padrão da emissora nesse período.
Após dois meses de indefinições sobre o destino da 89.1, no dia 21 de dezembro de 2012 a Rádio Rock voltou ao ar retomando o projeto que havia sido abandonado há seis anos.
A última música pop a ser executada na 89 FM foi Your Body da cantora Christina Aguilera, reproduzida às 20:58 do dia 20 de dezembro, pouco antes do programa Esquenta, que teve edição especial em comemoração à volta da Rádio Rock. A última música reproduzida no Top 10 Fim do Mundo, pouco antes da meia-noite e ainda com o nome de 89 FM mas já em expectativa para a volta da Rádio Rock foi It's the End of the World as We Know It (And I Feel Fine), da banda R.E.M.

#### Parceria com o UOL
Às 23h do dia 20 de dezembro de 2012 entra no ar o programa especial "Top 10 fim do mundo" com o anúncio oficial de uma parceria da emissora com o portal UOL, possibilitando a permanência do segmento clássico no dial de São Paulo e recebendo a denominação de UOL 89 FM a Rádio Rock. A UOL 89 FM passou a contar agora com a participação de um dos maiores especialistas em Rock do Brasil, Roberto Maia, amigo de Tatola. Ambos trabalharam juntos na Brasil 2000, onde apresentavam o programa Sessão da Tarde. Maia é radialista e jornalista, agraciado por três vezes com o prêmio APCA e reconhecido pela revista britânica Record Collector, como um dos maiores especialistas em música pop de todo o mundo, o que lhe vale o apelido de "Homem Enciclopédia".
Através do novo contrato com duração de 12 meses, estava previsto a utilização do naming rights da patrocinadora em vinhetas, programas, intervalos comerciais e seria disponibilizado o conteúdo do portal durante toda a programação deixando o ouvinte informado sobre entretenimento, política, esportes e novidades da cena Rock nacional e internacional.
Desde o retorno parcial do rock, a emissora se fixa como a emissora rock líder de audiência no país, superando a Kiss FM e em pesquisas recentes, possuía números de audiência e faturamento equivalentes à jovem/pop Mix FM e a evangélica Vida FM.
Em 15 de julho de 2013, a parceria de naming rights com o portal UOL é encerrada e a emissora volta a se chamar 89 FM A Rádio Rock, retirando a marca do provedor do logo e de todas as vinhetas da programação, porém o UOL continuou como parceiro da emissora, principalmente no conteúdo jornalístico.

#### Retorno do projeto de rede
Em março de 2019, a 89 FM A Rádio Rock anunciou o retorno de seu projeto como uma emissora de rede nacional. O retorno da rede segue o mesmo modelo aplicado pela sua coirmã de operação Alpha FM, onde utiliza plástica, grade e conteúdo idênticos à emissora-matriz de São Paulo, mas com produção artística e geração totalmente locais. As afiliadas são identificadas com o nome da emissora paulista, diferente da fase anterior onde as emissoras parceiras recebiam o nome adaptado à sua frequência. O início da nova fase começou em Goiânia, com a inauguração da 89 FM A Rádio Rock Goiânia em 11 de março. Na cidade, a nova afiliada já era parceira do grupo por controlar a Alpha FM Goiânia, emissora presente entre os grandes volumes de audiência da região. Em São Paulo, entre março de 2019 e outubro de 2020, a emissora ocupou a liderança do público jovem/alternativo e atualmente encontra-se em 6º lugar no ranking geral de audiência, estando em 2º lugar, dentre as 9 emissoras do segmento jovem em São Paulo 

## Programas[38]
- Do Balacobaco 2.Zé
- Me Poupe 89
- Rock Bola
- Mais Geek

## Locutores[39]
- Andreas Kisser
- Branco Mello
- Casagrande
- Nathalia Arcuri
- PH Dragani
- Zé Luiz